# Flugvikt i fristil för damer i brottning vid olympiska sommarspelen 2004
Damernas brottningsturnering i fristil i viktklassen flugvikt vid olympiska sommarspelen 2008 avgjordes den 22-23 augusti i Aten i Ano Liossia Olympic Hall. 

## Medaljörer
| Klass    | Guld                    | Silver               | Brons                  |
| Flugvikt | Irina Merleni · Ukraina | Chiharu Icho · Japan | Patricia Miranda · USA |

## Resultat

### Förkortningar
- EF — Vinst genom förverkande, förloraren ej plancerad
- E2 — Båda brottarna diskvalificerade för brott mot reglerna
- EV — Diskvalifikation från samtliga tävlingar för brott mot reglerna
- EX — 3 varningar eller brott mot reglerna
- PA — Skada/uteblivande
- PO — Vinst efter poäng, förloraren utan teknik-poäng
- PP — Vinst efter poäng, förloraren med teknik-poäng
- SP — Teknisk överlägsenhet, 10 poängs skillnad, förloraren hade poäng
- ST — Teknisk överlägsenhet, 10 poängs skillnad, förloraren utan poäng
- TO — Vinst efter fall
- KP — Klassificeringspoäng
- TP — Tekniska poäng

### Utslagningsronder

#### Grupp 1
| Tävlande              | Spelade | Vunna | Förlorade | KP | TP |
| --------------------- | ------- | ----- | --------- | -- | -- |
| Chiharu Icho (JPN)    | 2       | 2     | 0         | 8  | 19 |
| Brigitte Wagner (GER) | 2       | 1     | 1         | 3  | 4  |
| Lyndsay Belisle (CAN) | 2       | 0     | 2         | 1  | 3  |

|                       | Poäng |                       | KP     |
| --------------------- | ----- | --------------------- | ------ |
| Chiharu Icho (JPN)    | 12–0  | Lyndsay Belisle (CAN) | 4–0 ST |
| Brigitte Wagner (GER) | 0–7   | Chiharu Icho (JPN)    | 0–4 TO |
| Lyndsay Belisle (CAN) | 3–4   | Brigitte Wagner (GER) | 1–3 PP |

#### Grupp 2
| Tävlande                      | Spelade | Vunna | Förlorade | KP | TP |
| ----------------------------- | ------- | ----- | --------- | -- | -- |
| Angélique Berthenet (FRA)     | 2       | 2     | 0         | 7  | 10 |
| Tsogtbazaryn Enkhjargal (MGL) | 2       | 1     | 1         | 5  | 16 |
| Leopoldina Ross (GBS)         | 2       | 0     | 2         | 0  | 0  |

|                               | Poäng |                               | KP     |
| ----------------------------- | ----- | ----------------------------- | ------ |
| Angélique Berthenet (FRA)     | 7–4   | Tsogtbazaryn Enkhjargal (MGL) | 3–1 PP |
| Leopoldina Ross (GBS)         | 0–3   | Angélique Berthenet (FRA)     | 0–4 TO |
| Tsogtbazaryn Enkhjargal (MGL) | 12–0  | Leopoldina Ross (GBS)         | 4–0 ST |

#### Grupp 3
| Tävlande                  | Spelade | Vunna | Förlorade | KP | TP |
| ------------------------- | ------- | ----- | --------- | -- | -- |
| Iryna Merleni (UKR)       | 3       | 3     | 0         | 12 | 31 |
| Lidiya Karamchakova (TJK) | 3       | 2     | 1         | 7  | 8  |
| Fani Psatha (GRE)         | 3       | 1     | 2         | 5  | 8  |
| Fadhila Louati (TUN)      | 3       | 0     | 3         | 0  | 0  |

|                           | Poäng |                           | KP     |
| ------------------------- | ----- | ------------------------- | ------ |
| Fani Psatha (GRE)         | 5–0   | Fadhila Louati (TUN)      | 4–0 TO |
| Lidiya Karamchakova (TJK) | 0–11  | Iryna Merleni (UKR)       | 0–4 ST |
| Fani Psatha (GRE)         | 3–5   | Lidiya Karamchakova (TJK) | 1–3 PP |
| Fadhila Louati (TUN)      | 0–10  | Iryna Merleni (UKR)       | 0–4 ST |
| Fani Psatha (GRE)         | 0–10  | Iryna Merleni (UKR)       | 0–4 ST |
| Fadhila Louati (TUN)      | 0–3   | Lidiya Karamchakova (TJK) | 0–4 TO |

#### Grupp 4
| Tävlande               | Spelade | Vunna | Förlorade | KP | TP |
| ---------------------- | ------- | ----- | --------- | -- | -- |
| Patricia Miranda (USA) | 3       | 3     | 0         | 10 | 26 |
| Lorisa Oorzhak (RUS)   | 3       | 2     | 1         | 7  | 22 |
| Li Hui (CHN)           | 3       | 1     | 2         | 6  | 24 |
| Mayelis Caripá (VEN)   | 3       | 0     | 3         | 1  | 1  |

|                        | Poäng |                      | KP     |
| ---------------------- | ----- | -------------------- | ------ |
| Patricia Miranda (USA) | 8–5   | Li Hui (CHN)         | 3–1 PP |
| Lorisa Oorzhak (RUS)   | 7–0   | Mayelis Caripá (VEN) | 3–0 PO |
| Patricia Miranda (USA) | 7–3   | Lorisa Oorzhak (RUS) | 3–1 PP |
| Li Hui (CHN)           | 10–0  | Mayelis Caripá (VEN) | 4–0 ST |
| Patricia Miranda (USA) | 11–1  | Mayelis Caripá (VEN) | 4–1 SP |
| Li Hui (CHN)           | 9–12  | Lorisa Oorzhak (RUS) | 1–3 PP |

### Utslagningsträd
|  | Semifinaler               | Semifinaler               | Semifinaler |  |  | Final                     | Final                     | Final |
|  |                           |                           |             |  |  |                           |                           |       |
|  | Chiharu Icho (JPN)        | Chiharu Icho (JPN)        | 12          |  |  |                           |                           |       |
|  | Angélique Berthenet (FRA) | Angélique Berthenet (FRA) | 1           |  |  | Chiharu Icho (JPN)        | Chiharu Icho (JPN)        | 2     |
|  | Iryna Merleni (UKR)       | Iryna Merleni (UKR)       | 9           |  |  | Iryna Merleni (UKR)       | Iryna Merleni (UKR)       | 2     |
|  | Patricia Miranda (USA)    | Patricia Miranda (USA)    | 0           |  |  |                           |                           |       |
|  |                           |                           |             |  |  | Bronsmatch                |                           |       |
|  |                           |                           |             |  |  | Angélique Berthenet (FRA) | Angélique Berthenet (FRA) | 4     |
|  |                           |                           |             |  |  | Patricia Miranda (USA)    | Patricia Miranda (USA)    | 12    |